# Кугерны
Кугерны (лат. Cugerni) — или Куберны, германское племя; это была, вероятно, ветвь сугамбров, переселённая Тиберием на левый берег Рейна. В I в. н. э. занимали земли по левому берегу Рейна, к югу от батавов и к северу от убиев, в районе современного города Ксантен.
Их упоминают только Плиний и Тацит. «А на Рейне в пределах той жe провинции обитают следующие германские племена: неметы, трибоки и вангионы; в стране убиев [расположена] Агриппинская колония (Colonia Agrippinensis); [затем идут] куберны, батавы и те племена, которые мы перечислили в качестве обитателей Рейнских островов», - сообщает Плиний.
Тацит отмечает их огромный рост (История, книга V, 18). Как и батавов, мы встречаем Cugerni во вспомогательных отрядах римской армии, но по сравнению с ними роль их гораздо скромнее. Кугерны принимали участие в батавском восстании и войнах Цивилиса против римлян 69-70 годов. В частности, Тацит пишет, что когда римский военачальник Вокула решил «дать солдатам пограбить, чтобы возбудить их воинский пыл», он «вывел часть войск в земли присоединившегося к Цивилису племени кугернов» (История, книга IV, 26, 3).
Других сведений о них не имеется.
Предположительно, имя их (Cuberni=Cugerni) буквально означает — «мужчины, жадные до коров», «те, кто жаждет коров», то есть «пастухи, воры коров, похитители скота».